# 中郡站 (山形縣)
中郡站（日语：／ Chūgun eki */?）是位於山形縣東置賜郡川西町大字時田51番，東日本旅客鐵道（JR東日本）的米坂線車站。

## 歷史
- 1926年（大正15年）9月28日：米坂線米澤至今泉之間開通，此站啟用。
- 1982年（昭和57年）3月20日：成為無人車站。
- 1987年（昭和62年）4月1日：伴隨國鐵分割民營化，車站由東日本旅客鐵道（JR東日本）營運。
- 2001年（平成13年）3月17日：現時車站大樓落成。

## 車站構造
車站是一座地面車站，設有1面1線的單式月台。此站是由米澤站管理的無人車站。

## 使用狀況
根據「山形縣」的資料，在2004年度1日平均乘車人次為41人。
| 乘車人次變化 | 乘車人次變化 |
| 年度         | 1日平均人次  |
| ------------ | ------------ |
| 2000         | 35           |
| 2001         | 40           |
| 2002         | 39           |
| 2003         | 44           |
| 2004         | 41           |

## 車站周邊
- 國道287號（日语：国道287号）
- 山形縣道239號玉庭時田糠野目線

## 相鄰車站
東日本旅客鐵道（JR東日本）
■米坂線
□快速「紅花」、■普通
成島－中郡－羽前小松

## 注腳
1. ↑  『山形県の鉄道輸送』平成26年度版 - 山形県 （页面存档备份，存于）（日語）

## 外部連結
- 車站資訊（中郡）：東日本旅客鐵道（日語）